# Glasebach (Selke)
Der Glasebach ist ein 3,7 km langer, südlicher und orographisch rechter Zufluss der Selke im Unterharz. Er fließt in Sachsen-Anhalt fast ausschließlich im Landkreis Harz und auf wenigen Oberlaufmetern durch den Landkreis Mansfeld-Südharz.

## Etymologie
Der Name des Gewässers besteht aus dem Bestimmungswort Glas und aus -bach als Appellativum. Nachweise für Glasindustrie um Straßberg liegen nicht vor. Daher dürfte Glas, hergeleitet aus dem althochdeutschen bzw. mittelhochdeutschen glas, sich auf den Glanz und die Helligkeit des Wassers beziehen – eine häufige Variante zur Benennung von Bächen.

## Verlauf
Der Glasebach entspringt im Naturpark Harz zwischen Straßberg im Norden, einem südwestlichen Ortsteil der Stadt Harzgerode, und Hayn im Süden, das im benachbarten Landkreis Mansfeld-Südharz zur Gemeinde Südharz gehört. Seine Quelle liegt auf etwa 450 m ü. NHN Höhe wenige Meter westlich vom Faulen Pfützenteich (Faule Pfütze), dem westlichen von zwei noch erhaltenen Stauteichen der drei treuen Nachbarn.
Nach dem Durchfließen des Faulen Pfützenteichs und des Treuen Nachbarteichs, dem östlichen und auf 443,4 m Höhe gelegenen treuen Nachbarn, fließt der Bach nordwärts durch landwirtschaftlich erschlossenes Gebiet. Nach etwa 500 Metern knickt der Bach auf einer Höhe von 426,2 m nach Nordost ab und tritt in den Hirtengrund ein. Etwa 800 m unterhalb des Treuen Nachbarteichs mündet ein offenbar namenloser Bach auf 417,2 m Höhe linksseitig in den Glasebach, der dann nordostwärts weiterfließt. Weitere rund 400 m bachabwärts fließt rechtsseitig ein ebenfalls wohl namenloser Bach ein. Dabei fließt der bislang in sanften Bögen verlaufende Bach mäandrierend am Südost- und Ostfuß des Pfaffenbergs (440,7 m) entlang.
Dann verläuft der Glasebach durch das einstige Becken des 1716 im Glasebachtal auf etwa 400 m Höhe angelegten Glasebacher Teichs, in das Wasser aus einem Wasserlösungsstollen von der Grube Pfennigturm eingeleitet wurde. Dessen Staudamm brach 1752 infolge eines Unwetters; Teile des Damms, durch dessen Bruchstelle sich der Bach windet, sind noch vorhanden, der Teich nicht mehr. Kurz vor dem Staudamm mündet ein wohl namenloser Bach rechtsseitig in den Glasebach, als zweiter Zufluss des Glasebacher Teichs.
Anschließend fließt der sich in seinem Unterlauf durch Grasland windende Glasebach weiter im Glasebachtal in Richtung Nordnordwesten, dem Westfuß des Eichbergs (430,6 m) nördlich des Könnickenbergs (452,8 m) folgend, während rechtsseitig ein etwa 150 m langer und vom Eichberghang kommender Zufluss einmündet.
Dann mündet der Glasebach rechtsseitig östlich von Straßberg nahe der Bärlochsmühle auf etwa 355 m in die Selke. Die Einmündung erfolgt beim Flusskilometer 54,6 der Selke.